# Michell Lugo
Michell Lugo (Bogotá; 16 de abril de 2001) es una futbolista colombiana. Juega en la posición de arquera en el |Millonarios Fútbol Club de la Liga Profesional Femenina de Colombia.

## Selección nacional
Ha sido internacional con las categorías de la selección Colombia femenina, siendo titular y capitana en el Mundial Sub-17 de 2018 disputado en Uruguay, y parte del equipo que ganó la medalla de oro en los Juegos Panamericanos de Lima 2019.

### Participaciones en Mundiales
| Competición         | Categoría | Sede    | Resultado      | Partidos | Goles |
| ------------------- | --------- | ------- | -------------- | -------- | ----- |
| Mundial Sub-17 2018 | Sub-17    | Uruguay | Fase de grupos | 3        | 0     |

## Clubes
| Club                   | País     | Año           |
| ---------------------- | -------- | ------------- |
| Independiente Santa Fe | Colombia | 2016-2017     |
| La Equidad             | Colombia | 2018          |
| Millonarios            | Colombia | 2019          |
| Fortaleza CEIF         | Colombia | 2020          |
| Atlético Nacional      | Colombia | 2021-2022     |
| Deportivo Pereira      | Colombia | 2023-2024     |
| Millonarios            | Colombia | 2024-presente |

## Palmarés

### Títulos nacionales
| Título           | Club     | País     | Año  |
| ---------------- | -------- | -------- | ---- |
| Liga Profesional | Santa Fe | Colombia | 2017 |

### Títulos internacionales
| Título               | Club                        | Sede     | Año  |
| -------------------- | --------------------------- | -------- | ---- |
| Juegos Panamericanos | Selección Colombia femenina | Colombia | 2019 |